# Kamitugaite
La kamitugaite è un minerale.